# Croy (North Lanarkshire)
Pour les articles homonymes, voir Croy (homonymie).
Croy est un village situé dans le North Lanarkshire, en Écosse.